# Moll (port)

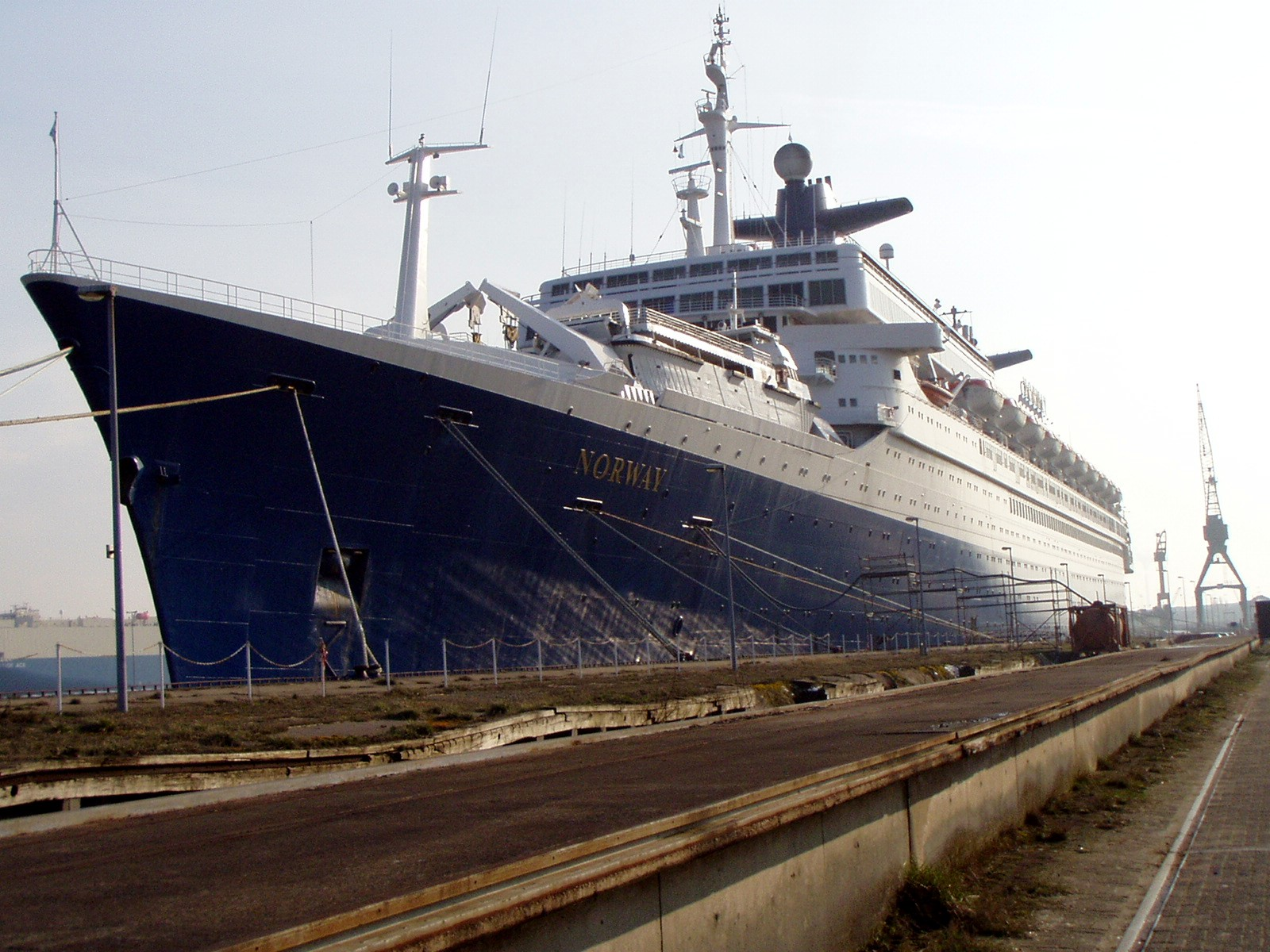
Vaixell Norway amarrat a un moll al port de Bremerhaven (Alemanya) a la riba del riu Weser.

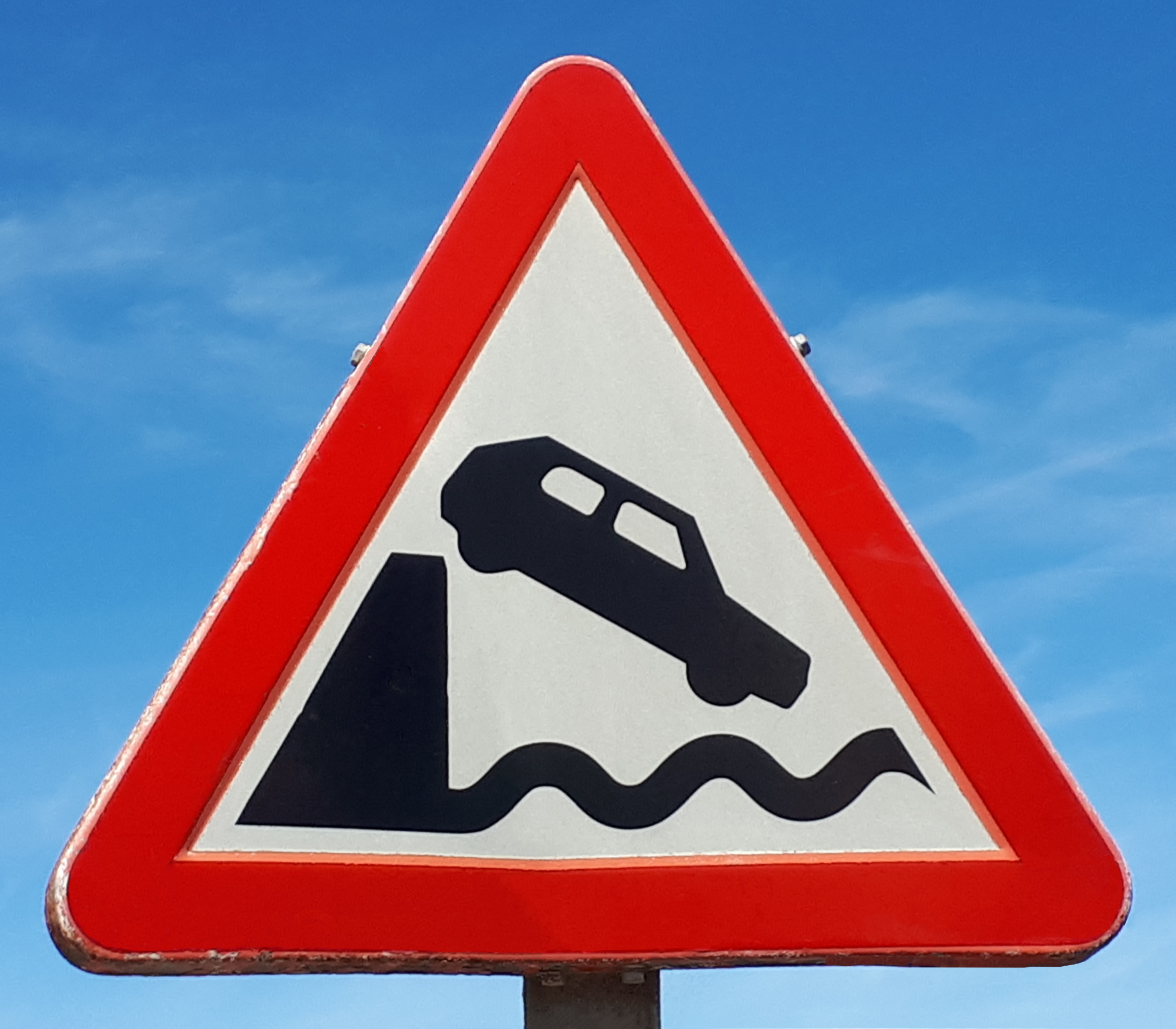
Moll.

Un moll és una construcció de pedra, maó o fusta realitzada en l'aigua, ja sigui a la vora del mar, a un llac, un canal navegable o un riu, afermada al llit aquàtic per mitjà de bases que el sostenen fermament, i que permet a vaixells i embarcacions atracar a efectes de realitzar les tasques de càrrega i descàrrega de passatgers o mercaderies. Alguns documents antics parlen de moll i mandraix com a equivalents.
S'entén com moll també el conjunt d'espais regulats, per a la gestió i administració de l'arribada i sortida de vaixells que transporten càrrega. En alguns casos, quan no hi ha espai suficient per als molls fixos, es construeixen molls flotants, dels quals el major fins ara es troba al Principat de Mònaco.
Als ports acostumen a existir diversos molls, per tal de donar cabuda a un nombre determinat de vaixells. Quan no n'hi ha prou amb els molls a la vora del mar o del riu sovint es construeixen dàrsenes col·laterals, que de més són protegits de les tempestats i de la marea. Als ports llargs, els molls estan generalment especialitzats en un tipus d'activitat, ja sigui el transport de passatgers, la càrrega i descàrrega de vehicles, de contenidors, de petroli i moltes altres.

## Panorama

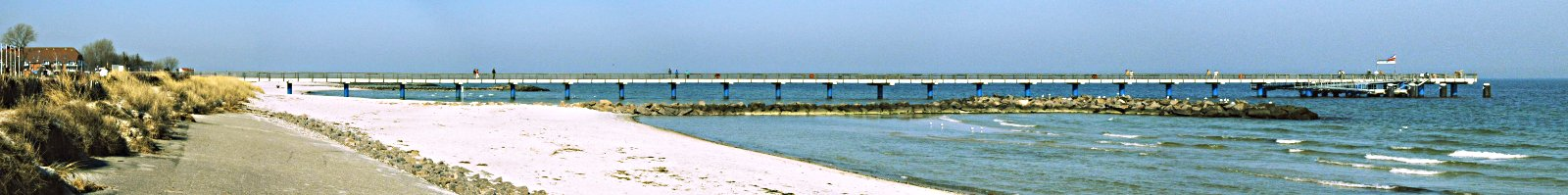
Moll en forma de pont a Schönberg (Holstein).